# Musée du Bonbon à Uzès
Le Musée du Bonbon Haribo ou Musée du Bonbon d'Uzès ou plus communément Musée Haribo est un musée-magasin centré sur l'histoire et la fabrication des bonbons de la marque Haribo. Créé en 1996, le site est visité par 300 000 personnes chaque année. Il est situé à proximité de la ville d'Uzès (Gard) au lieu-dit « Pont des Charrettes ».

## Historique
Le 30 novembre 1987, Haribo achète à Vittel la société française Ricqlès-Zan et Florent qui devient Haribo Ricqlès Zan,. Les marques et les produits sont repris et continués. Les flacons d'alcool de menthe Ricqlès qui sont créés en 1838, les tablettes de Zan en 1927, les fraises Tagada en 1969, les rouleaux de réglisse en 1970, les Chamallows en 1971 et les Dragibus en 1973.
En 1989, « La Réglisserie » de la commune de Moussac est fermée et transférée à l'usine d'Uzès. Vétustes et dégradés, les bâtiments de « La Réglisserie » seront cédés à la mairie pour valoriser le passé industriel,.
En 1991, une exposition est organisée par l’office de la culture de la ville en collaboration avec l’entreprise « Mémoires d’un bout de Zan » dans la cathédrale Saint-Théodorit d'Uzès. La manifestation remporte un vif succès, « Tout le monde connaissait quelqu'un qui y travaillait », déclare la directrice du musée, Corinne Monteil, dont le père travaillait lui aussi dans cette fabrique.
À son ouverture le 14 mai 1996, le musée, qui jouxte l'usine Haribo, est installé dans l'ancien moulin à textile du XIIe siècle, qui a servi de réserve de ballots de bois de réglisse du confiseur Ricqlès-Zan,.
Devenu un site incontournable de la région en accueillant plus de 270 000 visiteurs en 2014, il présente l'histoire de la création de ces bonbons à travers les travaux de leur fondateur Hans Riegel. Il passe en revue les différents ingrédients entrant dans la fabrication de ces confiseries, ainsi que les procédés de fabrication.
En début d'année 2017, la société Haribo France annonce la réduction de ses effectifs d'une centaine de postes, soit 15 %, par des départs naturels. Avec la construction d'une nouvelle usine en Allemagne où les coûts de production sont moins élevés, la société veut produire l'équivalent du marché français.

## Accès
Situé à 2,7 kilomètres du centre d'Uzès, au lieu-dit « Pont des Charrettes », sur la route départementale D981, qui relie la ville d'Alès à celle d'Avignon.
Au début de l'année 2015, Jean Denat, président du conseil général du Gard et Didier Martin, préfet du département lance officiellement l’étude d’un projet de carrefour sécurisé pour accéder au musée, dont le montant est estimé à 600 000 euros.
Les lieux sont accessibles aux personnes handicapés avec la mise à disposition d'un ascenseur pour se déplacer entre les différents étages lors des visites.

## Le musée
Un itinéraire ludo-éducatif permet aux enfants, cibles privilégiées de cette entreprise, de s'intéresser à la fabrication tout au long de la visite.
Le musée est réparti en cinq espaces :
- Histoire et fabrication ;
- De la réclame à la publicité ;
- Affiches et arômes ;
- De la matière au plaisir (espaces équipés de technologies interactives : écrans tactiles, visite sensorielle, dégustation et jeu de piste) ;
- Salle des machines.